# جلكى فوليتية
جلكى فوليتية (الاسم العلمي:Lampetra folletti) هي نوع من الحيوانات المائية يتبع جنس جلكى لاحسة الحجر من فصيلة الجلكية.